# Lucien Didier
Lucien Didier est un ancien coureur cycliste luxembourgeois, né le 5 août 1950 à Luxembourg.

## Biographie

### Carrière
Il remporte à six reprises le championnat du Luxembourg sur route, d'abord chez les juniors en 1968, chez les amateurs en 1972, puis chez les professionnels de 1977 à 1980. Il est Champion du Luxembourg de cyclo-cross en 1974.
Professionnel de 1977 à 1984, il remporte le Tour de Luxembourg  en 1979 et en 1983. Il est nommé sportif luxembourgeois de l'année en 1979.
Au cours de sa carrière il est l'un des coéquipiers de Bernard Hinault chez Renault-Gitane.

### Vie privée
Il est le beau-fils du coureur Jean Diederich (professionnel de 1946 à 1954) et le père de Laurent Didier, également coureur cycliste professionnel.

## Palmarès sur route

### Palmarès amateur
- 1968
  -  Champion du Luxembourg sur route juniors
- 1972
  -  Champion du Luxembourg sur route amateurs
  - Grand Prix Félix Melchior
- 1973
  - Grand Prix François-Faber
- 1974
  - Grand Prix François-Faber
- 1975
  - Grand Prix Félix Melchior
  - Grand Prix François-Faber
  - 3e de la Flèche du Sud
- 1976
  - Grand Prix Félix Melchior
  - 2e du championnat du Luxembourg sur route amateurs

### Palmarès professionnel
| - 1977 - Champion du Luxembourg sur route - 1978 - Champion du Luxembourg sur route - 1979 - Champion du Luxembourg sur route - Tour de Luxembourg : - Classement général - 4e étape | - 1980 - Champion du Luxembourg sur route - 1982 - 1re étape du Tour d'Italie (contre-la-montre par équipes) - 1983 - Classement général du Tour de Luxembourg - 1984 - 3e étape du Tour de France (contre-la-montre par équipes) |  |

## Résultats sur les grands tours

### Tour de France
6 participations
- 1978 : 52e
- 1979 : 29e
- 1981 : 22e
- 1982 : 25e
- 1983 : 52e
- 1984 : 72e, vainqueur de la 3e étape (contre-la-montre par équipes)

### Tour d'Italie
2 participations
- 1980 : 45e
- 1982 : 41e, vainqueur de la 1re étape (contre-la-montre par équipes)

### Tour d'Espagne
2 participations
- 1978 : 38e
- 1983 : 19e

## Palmarès en cyclo-cross
- 1971-1972
  - 2e du championnat du Luxembourg de cyclo-cross
- 1973-1974
  -  Champion du Luxembourg de cyclo-cross